# Metendothenia mesarotra
Metendothenia mesarotra es una especie de polilla del género Metendothenia, tribu Olethreutini, familia Tortricidae. Fue descrita científicamente por Meyrick en 1911.

## Descripción
La envergadura es de 11-15 milímetros.

## Distribución
Se distribuye por Islas Salomón.